# Wielkopolska Chorągiew Harcerek ZHR
Wielkopolska Chorągiew Harcerek ZHR „Jutrzenka” – jednostka terytorialna Organizacji Harcerek ZHR. Zrzesza hufce  działające na terenie Poznania i województwa wielkopolskiego oraz częściowo województwa lubuskiego.
Spoza Poznania, do chorągwi należą drużyny z Kiekrza, Kostrzyna Wielkopolskiego, Murowanej Gośliny, Swarzędza, Trzcianki, Zielonej Góry i Dąbrówki.
Obecnie pełniącą obowiązki komendantki chorągwi jest hm. Justyna Łopatka HR.
Chorągiew skupia ok. 1027 instruktorek, wędrowniczek, harcerek i zuchenek.

## Historia
Powołana w dniu 22 maja 1991 rozkazem Naczelniczki Harcerek ZHR, w efekcie podziału Związku na dwie autonomiczne organizacje: Harcerek i Harcerzy. Od sierpnia 2014 roku, rozkazem naczelniczki organizacji harcerek, chorągiew nosi nazwę „Jutrzenka”.

## Komendantki Wielkopolskiej Chorągwi Harcerek ZHR
- hm. Hanna Probala (22 maja 1991 – 3 maja 1993)
- hm. Renata Adrian–Cieślak  (3 maja 1993 – 12 kwietnia 1995)
- hm. Maria Rydel (12 kwietnia 1995 – 28 kwietnia 1997)
- hm. Małgorzata Stawińska (28 kwietnia 1997 – 20 października 2001)
- hm. Elżbieta Ochonczenko (20 października 2001 – luty 2004)
- (p.o.) phm. Agnieszka Lipińska (luty 2004 – luty 2006)
- (p.o.) phm. hm. Monika Rudnicka (luty 2006 – 5 kwietnia 2008)
- (p.o.) phm. Ewa Terakowska (5 kwietnia 2008 – 11 listopada 2008)
- (p.o.) phm. Monika Masklak (11 listopada 2008 – 25 września 2009)
- (p.o.) phm. Agnieszka Leśny (25 września 2009 – 9 maja 2010)
- hm. Agata Nowacka (9 maja 2010 – 14 kwietnia 2012)
- (p.o.) phm. Martyna Miziniak–Kużaj (14 kwietnia 2012 – 27 października  2012)
- hm. Ewa Praczyk z d. Barszcz (od 27 października 2012 – 15 listopada 2014)
- hm. Dominika Marciniak (od 15 listopada 2014 – 29 lutego 2020)
- hm. Paulina Kozanecka (od 29 lutego 2020 – 26 października 2020)
- hm. Magdalena Przybyłek (od 26 października 2020 - 8 października 2023)
- hm. Joanna Kozanecka (od 8 października 2023 - 9 marca 2025)[4]
- hm. Justyna Łopatka (od 9 marca 2025- obecnie).

## Podległehufceizwiązki drużyn
- I Poznański Hufiec Harcerek „Polana” – hufcowa – phm. Anna Stasiewicz HR
- II Poznański Hufiec Harcerek „Kalejdoskop” – hufcowa – phm. Barbara Musielak HR
- III Poznański Hufiec Harcerek „Atlantyda” – hufcowa – phm. Klara Paszkiewicz wędr.
- IV Poznański Hufiec Harcerek „Gościniec” – hufcowa – phm.Jadwiga Minksztym HR
- V Poznański Hufiec Harcerek "Motylarnia"  – hufcowa – phm. Ewa Wytykowska HR
- VI Poznański Hufiec Harcerek "Herbaciarnia" – hufcowa – phm. Natalia Minksztym HR
- VII Poznański Hufiec Harcerek „Szklarnia” - hufcowa- phm. Marta Nowak HR
- Zielonogórski Hufiec Harcerek „Narnia” – hufcowa – phm. Marta Błaszczyk HR[5]